# Les Romantiques
Pour plus de détails, voir Fiche technique et Distribution.
Les Romantiques est un film français réalisé par Christian Zarifian et sorti en 1994.

## Fiche technique
- Titre : Les Romantiques
- Réalisation : Christian Zarifian
- Scénario : Nicolas Plateau et Christian Zarifian, avec la collaboration de Pascal Bonitzer
- Photographie : Jean-Luc Lhuiller
- Décors : Yvan Le Soudier
- Son : Jean-Paul Buisson
- Montage : Christiane Lack et Christian Zarifian
- Musique : Jean-Paul Buisson
- Production : Les Films Seine-Océan - Les Films de l'Atalante - Maison de la Culture du Havre - Unité cinéma - France 3 Normandie
- Pays de production :  France
- Durée : 95 minutes
- Date de sortie : France - 1er juin 1994

## Distribution
- Élisa Germain
- Eva Husson
- Xavier Lagarin
- Yann Leroux
- Marie Lionis
- Frédéric Schmidely
- Alexandre Xenakis